# Tokarzew (wieś w województwie wielkopolskim)
Tokarzew – wieś w Polsce położona w województwie wielkopolskim, w powiecie ostrzeszowskim, w gminie Doruchów.
W latach 1975–1998 miejscowość administracyjnie należała do województwa kaliskiego.

## Nazwa
W 1295 w kronice łacińskiej Liber fundationis episcopatus Vratislaviensis (pol. Księga uposażeń biskupstwa wrocławskiego) miejscowość wymieniona jest w zlatynizowanej formie  Thocarzowo.

## Ludzie związani z Tokarzewem
- W Tokarzewie 8 maja 1928 urodził się Zbyszko Chojnicki  – polski geograf, profesor nauk przyrodniczych (1972), specjalista geografii społeczno-ekonomicznej i metodologii geografii, twórca poznańskiej szkoły geograficznej[5].
- 10 grudnia 1867 urodził się w Tokarzewie Wojciech Grabowski – doktor medycyny, oficer armii Cesarstwa Niemieckiego, tytularny generał brygady Wojska Polskiego.